# Jærstrendene landskapsvernområde
Jærstrendene landskapsvernområde ligger i jærkomunerne Klepp, Hå, Randaberg og Sola i Rogaland fylke i Norge.
Området som består af flere separat beliggende lokaliteter, blev oprettet i 2003 og er på 34 km² landareal og 79 km² havareal. Området ligger langs den 70 km lange strækning fra Tungenes i Randaberg til Sirevåg i Hå, og øerne omkring Håstein – Rott vest for Jæren hører også med. Landskapsvernområdet er oprettet på grund af sit egenartede kultur- og naturlandskab. De beskyttede områder omfatter 8 fuglefredningner, 10 plantefredninger og 4 naturminder samt landskabskvaliteterne.
Jærstrendene har et egenartet natur- og kulturlandskab med særprægede strandtyper. De geologiske, botaniske, zoologiske og kulturhistoriske elementer giver området særpræg, og landskabet som helhed er unikt i Norge. Der er stor variation i plantesamfund, og en række sjældne plantearter findes i området.
Dele af det beskyttede område indgår i Jæren våtmarksystem, som står på listen over internationalt vigtige vådområder under Ramsar-konventionen. Indenfor sandstrandene er der store områder med sandklitter og en speciel flora og fauna, med flere truede arter.

## Eksterne kilder og henvisninger
- Jærstrendene landskapsvernområde på Store Norske Leksikon

58°45′9″N 5°29′27″Ø / 58.75250°N 5.49083°Ø